# Lingue slave meridionali
Le lingue slave meridionali sono un ramo delle lingue slave parlate in Europa, prevalentemente nella penisola balcanica.

## Distribuzione geografica

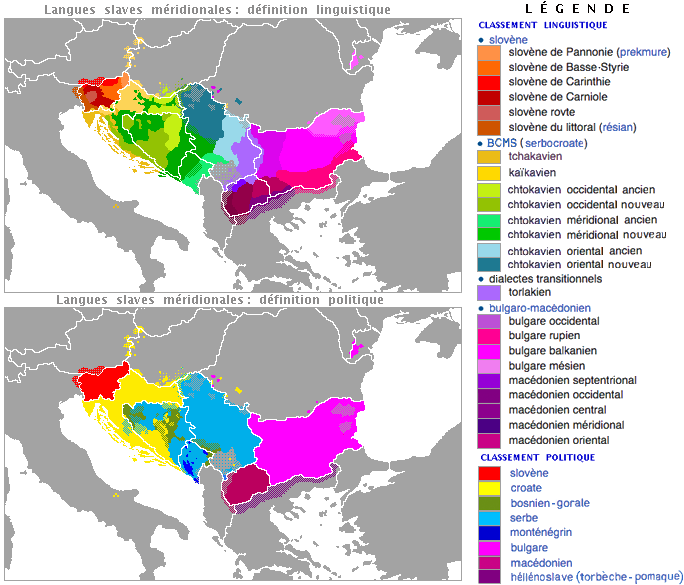
Lingue slave meridionali.

Secondo Ethnologue, le lingue slave meridionali sono parlate da circa 27 milioni di persone, stanziate principalmente negli stati della regione balcanica. Fa eccezione la lingua croata molisana, che è parlata da un migliaio di persone nella regione del Molise, in Italia.
L'antico slavo ecclesiastico è una lingua estinta che sopravvive solo come lingua liturgica.

## Classificazione
Secondo Ethnologue, la classificazione delle lingue slave meridionali è la seguente:
- Lingue indoeuropee
  - Lingue slave
    - Lingue slave meridionali
      - Lingue slave sud-orientali

Continuità dialettale slava meridionale con i principali gruppi dialettali

        - Lingua bulgara (codice ISO 639-3 bul)
        - Lingua macedone (mkd)
        - Lingua slava ecclesiastica antica (chu)

      - Lingue slave meridionali di transizione
        - Dialetti torlacchi

      - Lingue slave sud-occidentali
        - Lingua slovena (slv)
        - Lingua serbo-croata (hbs)
          - Lingua croata (hrv)
            - Lingua croata molisana (svm)

          - Lingua bosniaca (bos)
          - Lingua serba (srp)
          - Lingua montenegrina (cnr)

## Sistema di scrittura
L'alfabeto cirillico viene utilizzato per il bulgaro e il macedone. Anche il serbo ha come alfabeto ufficiale quello cirillico ma attualmente utilizza sia l'alfabeto cirillico che quello latino. Croato e sloveno vengono scritti con l'alfabeto latino. Per il bosniaco sono impiegati entrambi gli alfabeti.
L'antico slavo ecclesiastico è scritto in alfabeto glagolitico.